# Conor Bradley
Conor Bradley (Castlederg, 9 juli 2003) is een Noord-Iers voetballer die bij voorkeur als rechtervleugelverdediger speelt. Hij staat sinds 2021 onder contract bij Liverpool FC.

## Clubcarrière

### Liverpool
Bradley ruilde in 2019 de jeugdopleiding van Dungannon Swifts FC voor die van Liverpool FC. In juli 2020 ondertekende hij er zijn eerste profcontract. Op 24 mei 2021 verloor hij met de U18 van Liverpool de finale van de FA Youth Cup tegen Aston Villa.
Op 21 september 2021 maakte hij zijn officiële debuut in het eerste elftal van Liverpool: in de League Cup-wedstrijd tegen Norwich City (0-3-winst) liet trainer Jürgen Klopp hem de hele wedstrijd meespelen. Hij werd zo de eerste Noord-Ier die een officiële wedstrijd voor Liverpool speelde sinds Sammy Smyth in 1954. In de volgende ronde, tegen Preston North End (0-2-winst), viel hij in de 55e minuut in voor Harvey Blair. Op 7 december 2021 maakte Bradley zijn Europese debuut: op de slotspeeldag van de groepsfase van de Champions League liet Klopp hem tegen AC Milan tijdens de blessuretijd invallen voor Neco Williams.
Op 21 januari 2024 maakte Bradley zijn debuut in de Premier League, in een met 4-0 gewonnen wedstrijd tegen AFC Bournemouth. Op 31 januari scoorde hij zijn eerste doelpunt voor Liverpool in de Premier League, tegen Chelsea FC. Op 26 februari stond hij in de basis in de finale van de EFL Cup tegen Chelsea.

## Clubstatistieken
| Seizoen         | Club               | Competitie      | Competitie | Competitie | Beker | Beker | Europees | Europees | Totaal | Totaal |
| Seizoen         | Club               | Competitie      | Wed.       | Dlp.       | Wed.  | Dlp.  | Wed.     | Dlp.     | Wed.   | Dlp.   |
| --------------- | ------------------ | --------------- | ---------- | ---------- | ----- | ----- | -------- | -------- | ------ | ------ |
| 2021/22         | Liverpool          | Premier League  | 0          | 0          | 4     | 0     | 1        | 0        | 5      | 0      |
| 2022/23         | → Bolton Wanderers | League One      | 43         | 5          | 3     | 1     | 0        | 0        | 46     | 6      |
| 2023/24         | Liverpool          | Premier League  | 4          | 1          | 6     | 0     | 2        | 0        | 12     | 1      |
| Carrière totaal | Carrière totaal    | Carrière totaal | 47         | 6          | 13    | 1     | 3        | 0        | 63     | 7      |

Bijgewerkt op 26 februari 2024.

## Interlandcarrière
Bradley maakte op 30 mei 2021 zijn interlanddebuut voor Noord-Ierland: in de vriendschappelijke interland tegen Malta (0-3-winst) viel hij in de 86e minuut in voor Stuart Dallas. Zijn eerste basisplaats kreeg hij in zijn vijfde interland, een WK-kwalificatiewedstrijd tegen Bulgarije.
| Interlands van Conor Bradley | Interlands van Conor Bradley | Interlands van Conor Bradley | Interlands van Conor Bradley | Interlands van Conor Bradley | Interlands van Conor Bradley | Interlands van Conor Bradley |
| No.                          | Datum                        | Wedstrijd                    | Uitslag                      | Soort Wedstrijd              | Doelpunten                   |                              |
| Als speler bij Liverpool FC  | Als speler bij Liverpool FC  | Als speler bij Liverpool FC  | Als speler bij Liverpool FC  | Als speler bij Liverpool FC  | Als speler bij Liverpool FC  | Als speler bij Liverpool FC  |
| ---------------------------- | ---------------------------- | ---------------------------- | ---------------------------- | ---------------------------- | ---------------------------- | ---------------------------- |
| 1.                           | 30 mei 2021                  | Malta – Noord-Ierland        | 0 – 3                        | Vriendschappelijk            | -                            |                              |
| 2.                           | 5 september 2021             | Estland – Noord-Ierland      | 0 – 1                        | Vriendschappelijk            | -                            |                              |
| 3.                           | 8 september 2021             | Noord-Ierland – Zwitserland  | 0 – 0                        | Kwalificatie WK 2022         | -                            |                              |
| 4.                           | 9 oktober 2021               | Zwitserland – Noord-Ierland  | 2 – 0                        | Kwalificatie WK 2022         | -                            |                              |
| 5.                           | 12 oktober 2021              | Bulgarije – Noord-Ierland    | 2 – 1                        | Kwalificatie WK 2022         | -                            |                              |
| Totaal                       | Totaal                       | Totaal                       | Totaal                       | Totaal                       | -                            |                              |

Bijgewerkt tot 9 december 2021
1 Alisson ·
2 Gomez ·
3 Endo ·
4 Van Dijk  ·
5 Konaté ·
6 Kerkez ·
7 Wirtz ·
8 Szoboszlai ·
9 Núñez ·
10 Mac Allister ·
11 Salah ·
14 Chiesa ·
17 Jones ·
18 Gakpo ·
19 Elliott ·
21 Tsimikas ·
22 Ekitike ·
25 Mamardashvili ·
26 Robertson ·
30 Frimpong ·
38 Gravenberch ·
43 Bajcetic ·
46 Williams ·
50 Doak ·
59 Woodman ·
60 Pécsi ·
80 Morton ·
84 Bradley ·
Ramsay ·
Coach: Slot
· Assistent-coach: van Bronckhorst
· Assistent-coach: Briggs
· Assistent-coach: Hulshoff
· Keeperstrainer: Valero